# Сілезько-Домбровський міст
Сіле́зько-Домбро́вський міст (пол. Most Śląsko-Dąbrowski) перетинає річку Вісла у Варшаві. Побудований у 1947–1949 роках як частина маршруту W-Z на основі мосту Кербедза, зруйнованого 1944 року.
Згідно з відомостями польського Муніципального дорожнього управління, за 2018 рік Сілезько-Домбровський міст щодня перетинали приблизно 26 807 транспортних засобів. Цей результат – другий найменший (після Свентокшиського мосту) серед восьми дорожніх переправ у Варшаві.

## Опис
Міст є частиною траси за маршрутом W-Z, яка 1949 року з'єднала Прагу-Пулноц з Середмістям та Волею . 
Проєктантом мосту був Єжи Козелек, зведенням опікувалося мостобудівне підприємство «Мостосталь». Деталі  виготовило металургійне підприємство «Гута Забже», а також виробні в Хожуві.
Міст був названий 1947-го, за два роки до введення в експлуатацію. Ця назва мала висловлювати подяку жителям Сілезії та Заглемб'я за збір 250 мільйонів злотих протягом року на будівництво переправи та за участь сілезьких гірників і металургів у відбудовуванні зруйнованої Варшави.
Монтажні роботи розпочалися 22 вересня 1948 року за присутности президента Болеслава Берута. 3 листопада того року «Мостосталь» ухвавило постанову про скорочення терміну складання шести мостових прогонів на 15 днів, до 8 грудня, щоб відсвяткувати об'єднавчий з'їзд ПСП та ПРП. Монтаж було завершено 6 грудня 1948 року.
Це циркулярно-трамвайний міст, у якому трамвайні колії проходять проїзною частиною. З 16 червня 2007 року, через збільшення руху залізничного транспорту маршрутом W-Z, трамвайну колію відокремили від дороги за допомогою жовтої лінії.[джерело?]
У 1992–1993 роках міст був капітально відремонтований. У березні 2009 року розпочався ремонт колії на маршруті W-Z (від Пляцу Банкового до Варшави-Віленської). Восени року транспортний рух (крім міських автобусів, таксі та двоколісних транспортних засобів) призупинили. Після ремонту автобусний рух було направлено на трамвайну смугу.[джерело?]
15 жовтня 2011 року міст був закритий для легкових автомобілів через будівництво станції метро Двожец Віленьські. 27 серпня 2012 року міст відкрили для легкових автомобілів.[джерело?]

## Галерея

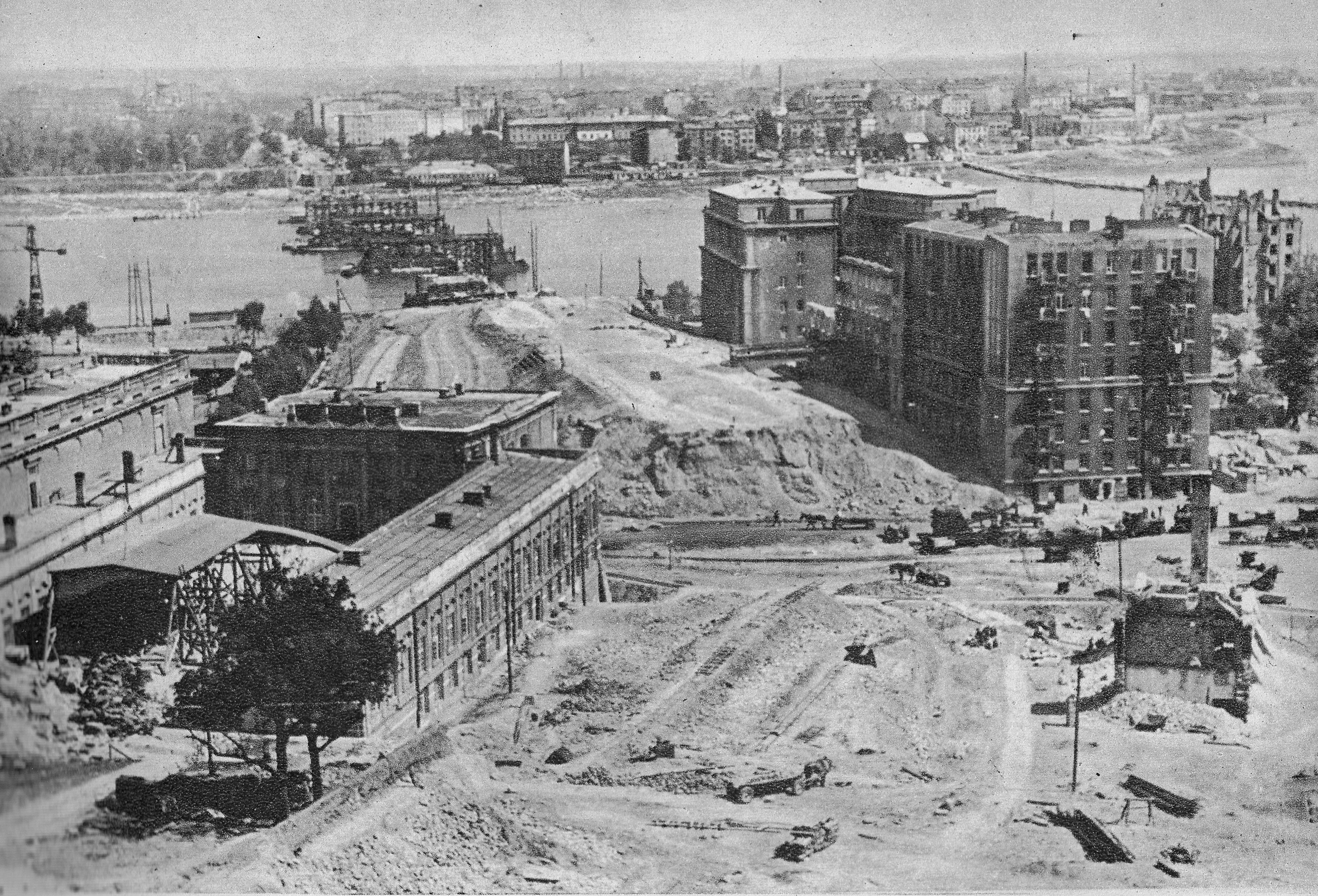
Будівництво траси за маршрутом W-Z та мосту Сілезько-Домбровського, 1948 рік
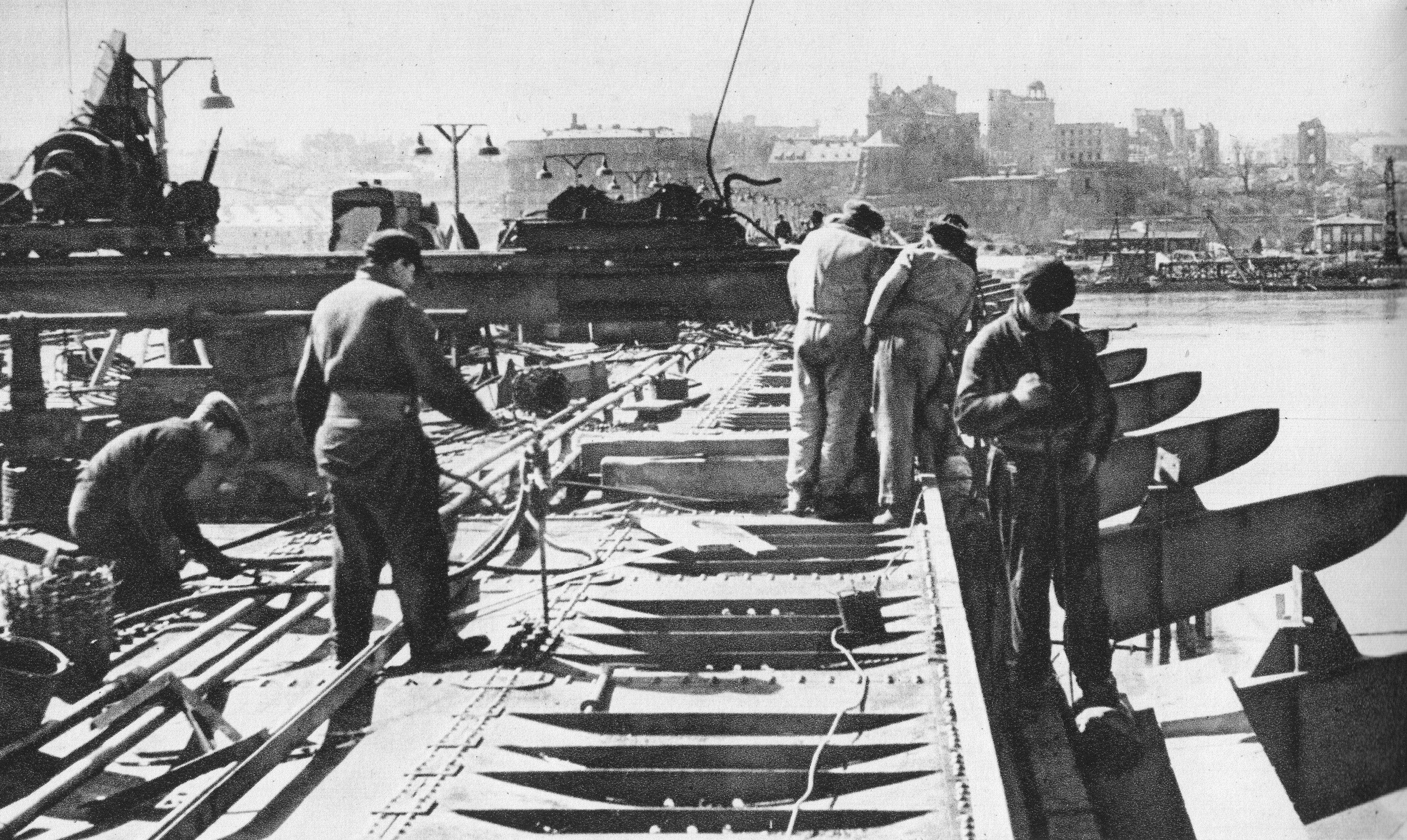
Робітники на будівельному майданчику
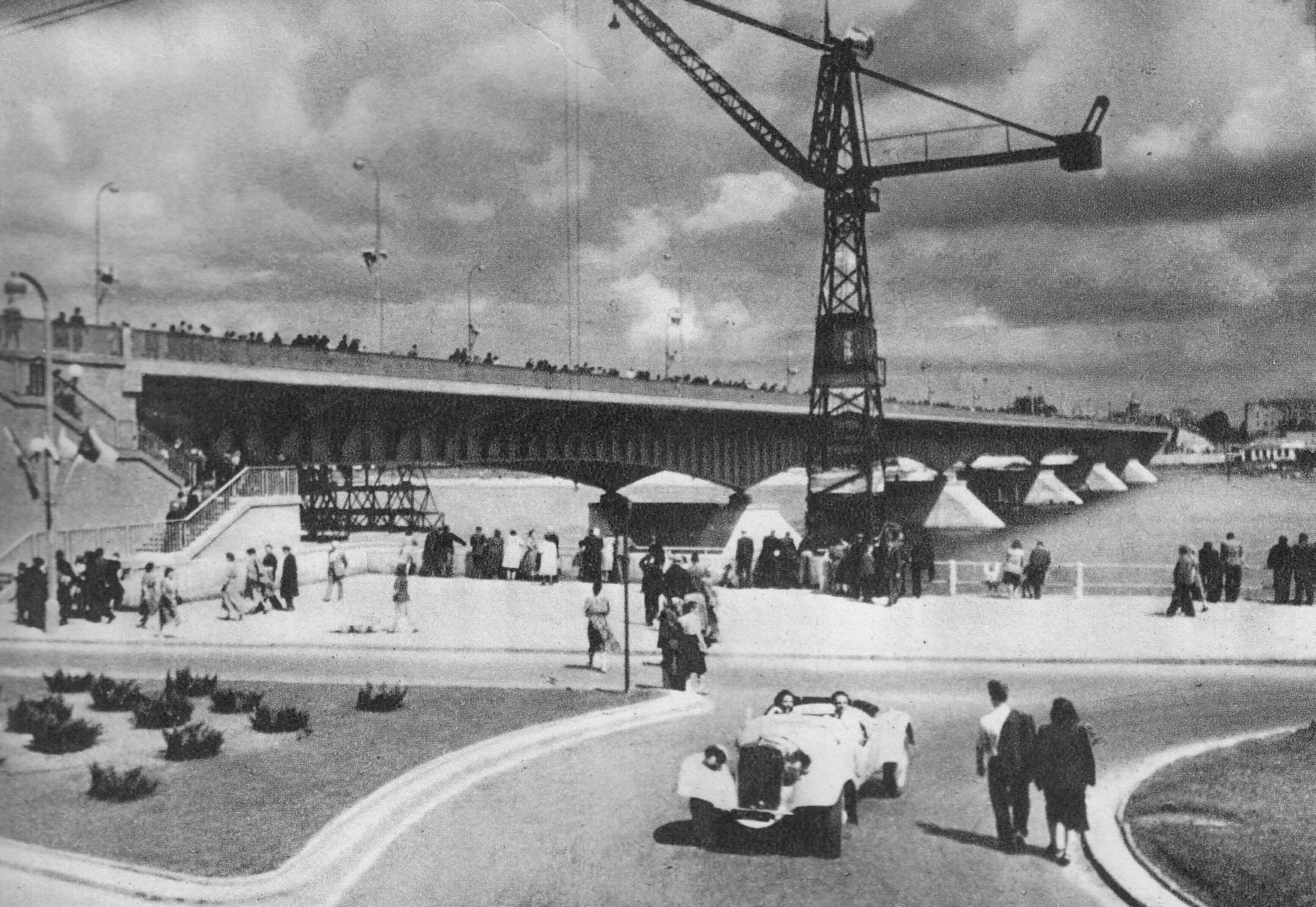
Міст після введення в експлуатацію
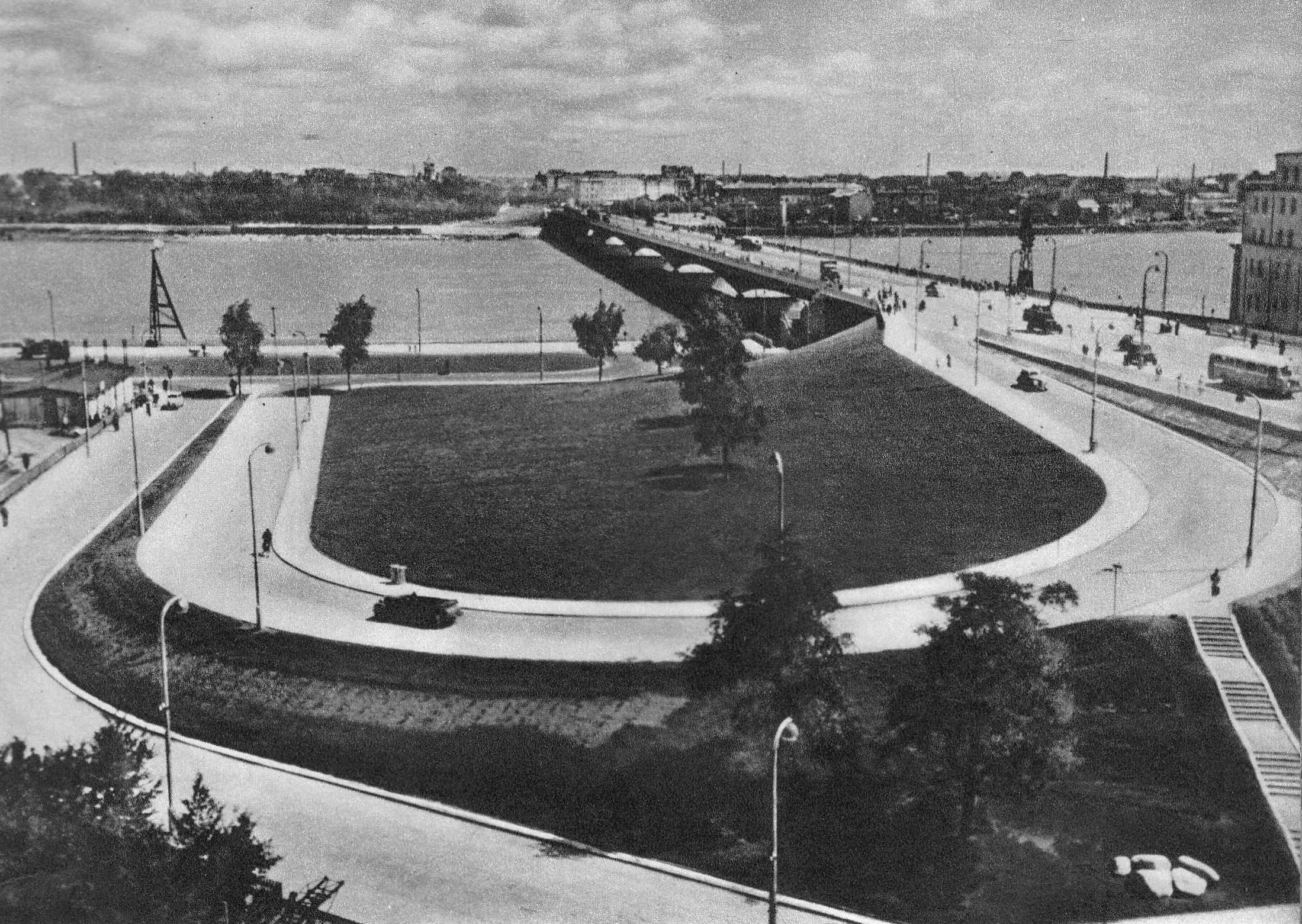
Краєвид з мосту в бік середмістя